# 冈镇 (吉伦特省)
冈镇（法語：Gans）是法国吉伦特省的一个市镇，属于朗贡区（Langon）巴扎县（Bazas）。该市镇总面积7.01平方公里，2009年时的人口为189人。

## 人口
冈镇人口变化图示